# Helena-West Helena
Pour les articles homonymes, voir Helena.
Helena-West Helena est la plus grande ville et le siège du comté de Phillips en Arkansas aux États-Unis. La ville actuelle est une fusion effective au 1er janvier 2006 des villes de Helena et West Helena.

## Démographie
| 1850 | 1860  | 1870  | 1880  | 1890  | 1900  | 1910  | 1920  |
| ---- | ----- | ----- | ----- | ----- | ----- | ----- | ----- |
| 614  | 1 551 | 2 249 | 3 652 | 5 189 | 5 552 | 8 772 | 9 112 |

| 1930  | 1940  | 1950   | 1960   | 1970   | 1980  | 1990  | 2000  |
| ----- | ----- | ------ | ------ | ------ | ----- | ----- | ----- |
| 8 316 | 8 546 | 11 236 | 11 500 | 10 415 | 9 598 | 7 491 | 6 323 |

| 2010   | - | - | - | - | - | - | - |
| ------ | - | - | - | - | - | - | - |
| 12 282 | - | - | - | - | - | - | - |

## Personnalités
- Robert Lockwood Jr. (1915-2006) un guitariste de blues.
- Gideon Pillow (1806–1878) général de l'US Army puis général de l’armée des États confédérés lors de la guerre de Sécession.
- William King Sebastian (1812-1865) sénateur des États-Unis.
- James Sallis (1944- ) romancier américain.
- Richard Wright, écrivain, auteur de Black Boy